# Jean Marie Missud
Jean Marie Missud (Villefranche-sur-Mer, 25 april 1852 – Marblehead, 17 juli 1941) was een Frans-Amerikaans componist, dirigent en klarinettist. Hij is de zoon van het echtpaar Joseph Missud en Augustine Barralli.

## Levensloop
Missud kreeg al in jonge jaren les voor klarinet. Hij speelde klarinet in de Militaire muziekkapel van de Garde bij de prins van Monaco. Op 17-jarige leeftijd werd hij toegelaten als klarinettist in de USS Sabine's ship band. Nadat dit schip in Boston aangelegd had, ging hij van bord en richtte een eigen blaaskwintet op. Voor een bepaalde tijd was hij klarinettist in de Harry Brown Brigade Band. Hij heeft wel ook een geruime tijd mee gespeld in de Salem Brass Band, die toen onder leiding stond van de bekende dirigent Patrick Sarsfield Gilmore. In 1878 richtte hij voor het 2e cadettenkorps van de "Salem Light Infantry's rivals" een eigen harmonieorkest op met de naam Salem Cadet Band. Van dit orkest bleef hij de volgende 63 jaar dirigent. Dit harmonieorkest speelde in alle grote steden van de Verenigde Staten, Canada en op de eilanden van Bermuda. In 1896 maakte het orkest een concertreis naar Londen en oogstte veel succes. 
Missed werd tot eredoctor van de Tufts University benoemd. Op 18 december 1888 huwde hij Emma Austin Walden. 
Naast bewerkingen van klassieke muziek voor harmonieorkest schreef hij eigen werken voor zijn harmonieorkest. 

## Composities

### Werken voor harmonieorkest
- 1880 The Blue Alsation Mountains, mars
- 1881 Tivoli, mars
- 1882 Battle of Guardsmen, mars
- 1882 Captain Dalton's, mars
- 1882 The Three Guardsmen, mars
- 1883 Bric-A-Brac-Grand Medley
- 1883 Golden Chimes Galop
- 1883 Major Perkins, mars
- 1883 Our Colonel, mars
- 1884 General Wales
- 1885 Colonel Trull
- 1885 The Racer Galop
- 1886 Captain Newell A. Thompson
- 1886 Eastern Yacht Club
- 1888 Aqua Pura, mars
- 1888 Manana - Chilian Dance
- 1891 The Rose
- 1894 Adjutant Clayton, mars
- 1895 Serenade and Polonaise, voor klarinet solo en harmonieorkest
- 1896 London, mars
- 1899 Rosita-Porto Rican Dance
- 1902 With Flying Colors
- 1904 Always Forward
- 1904 The Auto Race
- 1904 The 6th Massachusetts, mars
- 1905 A Transatlantic Greeting, mars
- 1905 Norfolk, mars
- 1908 Grand Opera March (samen met: Carl Faust)
- 1910 Damrell
- 1918 Our Bugler
- 1919 The Glorious 26th
- 1924 America the Beautiful
- 1925 Our Governor
- 1927 Carillon
- Hugh De Payens
- Magnolia, serenade
- Our Director March
- Queen Of The Antilles March
- Salem Assemblies Waltzes
- Zig-Zag

### Kamermuziek
- 1879 Serenade and polonaise, voor klarinet en piano